# Duane G. Carey
Pour les articles homonymes, voir Carey.
Duane Gene "Digger" Carey est un ancien astronaute américain né le 30 avril 1957.

## Biographie
Duane Gene Carey naît le 30 avril 1957 à Saint Paul (Minnesota). Il étudie à l'Université du Minnesota où il obtient un Bachelor suivi d'un Master of science en ingénierie aérospatiale en 1982.
Il devient pilote d'essai pour l'US Air Force en 1992. En 1996 il est sélectionné comme candidat astronaute par la NASA. Il travaille un temps dans différents services techniques et effectue son unique vol en 2002 (voir ci-dessous).
Il quitte la NASA (ainsi que l'US Air Force) en 2004 pour s'installer à Colorado Springs (Colorado) où il fonde en 2005 avec son épouse la petite société One-Eighty Out.

## Vols réalisés
Il effectue un unique vol à bord de la mission STS-109 Columbia (lancée le 1er mars 2002), en tant que pilote. Il s'agit de l'avant-dernière mission de Columbia avant sa destruction lors de l'accident de la mission STS-107. La mission STS-109 était la 4e mission de service pour le télescope spatial Hubble.